# Caribou-Targhee National Forest
Caribou-Targhee National Forest is een wettelijk beschermd bosgebied gelegen op de grens tussen de  Amerikaanse staten Idaho en Wyoming. Een relatief klein deel van het national forest ligt in de staat Utah. Het gehele national forest beslaat een aantal afzonderlijke percelen en heeft een total oppervlakte van 10646 km2. Aan de oostzijde van het Caribou-Targhee National Forest grenst het natuurgebied aan Yellowstone National Park, Grand Teton National Park en Bridger-Teton National Forest. Het grootste deel van het natuurgebied valt binnen het 81000 km2 grote Greater Yellowstone Ecosysteem.

## Beschrijving
Initieel waren de Caribou en Targhee national forests twee afzonderlijke natuurgebieden, beschermd sinds 1891, voordat ze samengevoegd werden tot één natuurgebied. Er vallen twee officieel erkende wildernisgebieden (‘’wilderness areas’’) binnen de grenzen van het Caribou-Targhee National Forest: Jedediah Smith Wilderness en Winegar Hole Wilderness. Beide liggen direct ten zuiden van het Yellowstone National Park, binnen het gedeelte van het Targhee National Forest en vallen onder het zogenaamde National Wilderness Preservation System. 
Het grotere Jedediah Smith Wilderness (500 km2) grenst in het oosten van het Grand Teton National Park en biedt een goed uitzicht op de westzijde van het Tetongebergte. Daarnaast zorgt de aanwezigheid van kalksteenformaties in het gebied voor de aanwezigheid van verscheidene grotten, zoals de Minnetonkagrot: slechts een van de twee grotten effective uitgebaat door de U.S. Forest Service. Het kleinere Winegar Hole Wilderness (43 km2) grenst aan Yellowstone National Park en de John D. Rockefeller, Jr. Memorial Parkway-weg. Dit natuurgebied wordt officieel beschermd met als doel de habitat van de grizzlybeer te beschermen in het gebied tussen Yellowstone en Grand Teton.
Terwijl de flora van het lagergelegen westelijke deel van het bos voornamelijk best uit alsem (Artemisia) en grassen, bestaat de flora van het hogergelegen oostelijke deel voornamelijk uit sparren (Picea) en zilversparren (Abies). Met name de draaiden (Pinus contorta; en.: lodgepole pine) is een algemene boom. Wat betreft de megafauna huisvest het Caribou-Targhee National Forest voornamelijk de grizzlybeer, de Amerikaanse zwarte beer, de wolf, de wapiti, het eland, het muildierhert, de bizon, depoema en de gaffelbok: allemaal dieren die ook terug te vinden zijn in het nabijgelegen Yellowstone National Park. Verschillende soorten forel en snoek zijn terug te vinden in de vele waterwegen en meren in het national forest.
In een poging de oorspronkelijke natuur zoveel mogelijk te herstellen werd recentelijk de slechtvalk geherïntroduceerd in het gebied.

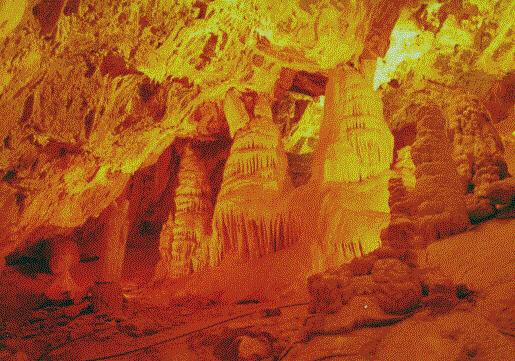
De Minnetonkagrot is een van de slechts twee grotten die beheerd worden door het U.S. Forest Service.

Met tientallen kampeerplaatsen en om en bij de 2500 kilometer aan wandelpaden is een groot deel van het park makkelijk toegankelijk. Twee paden leiden via het hooggelegen Alaska Basin net ten westen van het Tetongebergte naar het gebergte én het Grand Teton National Park.
Het Caribou National Forest is het kleinere en meer zuidelijke van de twee national forests; en is gelegen in het gebied rond Zuidoost-Idaho, West-Wyoming en Noord-Utah. Het Caribou National Forest heeft een oppervlakte van 399 514ha. Het natuurgebied wordt beheerd vanuit lokale bureaus van de U.S Forest Service in Malad City, Montpelier, Pocatello en Soda Springs in Idaho.
Het grotere en meer noordelijke Targhee National Forest is gelegen in oostelijk Idaho en Noordwest-Wyoming en heeft een oppervlakte van 656 101ha. Het natuurgebied wordt beheerd vanuit lokale bureaus van de U.S Forest Service in Ashton, Driggs, Dubois en Island Park in Idaho. In Island Park is ook de Big Springs-bron te vinden: de bron van de South Fork van Henrys Fork, een voorname bijrivier van de Snake River.
Beide natuurgebieden samen, het Caribou-Targhee National Forest, wordt beheerd door de U.S. Forest Service, vanuit Idaho Falls, Idaho.
In een poging het natuurgebied zo veel mogelijk in zijn oorspronkelijke staat te herstellen, bestaan er verscheidene ecologische verbindingszones die een vrije passage van de fauna mogelijk moet maken tussen de verschillende delen van het natuurgebied en met aangrenzende natuurgebieden. Daarnaast fungeert het Caribou-Targhee National Forest in zijn geheel als een belangrijke ecologische corridor die het noordelijke deel van de Rocky Mountains in Canada, Montana, Idaho en Wyoming verbindt met het zuidelijke deel in Utah en meer zuidelijke gebieden.

## County's

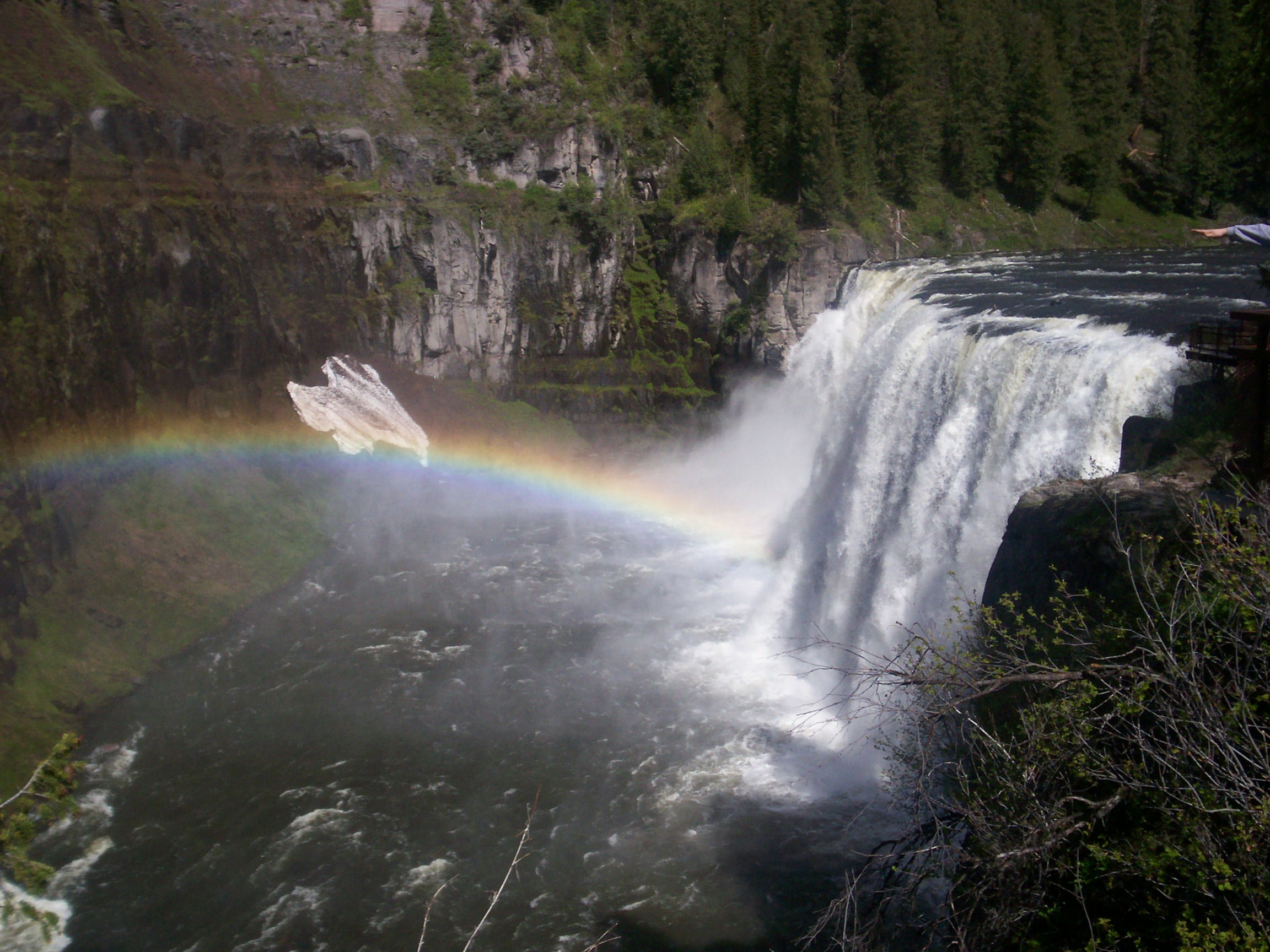
De Mesa Falls waterval in het Caribou-Targhee National Forest.

Onderstaande lijst geeft de county’s over welke het Caribou-Targhee National Forest gespreid is. De lijst is in aflopende volgorde van oppervlakte bos per county.

### Caribou National Forest
- Caribou County (Idaho)
- Bonneville County (Idaho)
- Bannock County (Idaho)
- Bear Lake County (Idaho)
- Oneida County (Idaho)
- Franklin County (Idaho)
- Lincoln County (Wyoming)
- Power County (Idaho)
- Box Elder County (Utah)
- Cache County (Utah)

### Targhee National Forest
- Fremont County (Idaho)
- Clark County (Idaho)
- Teton County (Wyoming)
- Bonneville County (Idaho)
- Teton County (Idaho)
- Lemhi County (Idaho)
- Lincoln County (Wyoming)
- Lincoln County (Idaho)
- Madison County (Idaho)
- Lincoln County (Idaho)